# Abdallah Liégeon
Abdallah Medjadi-Liégeon plus connu sous le nom de Abdallah Liégeon (arabe : عبد الله مجادي) est un footballeur international algérien, né le 10 décembre 1957 à Oran (Algérie). Il joue au poste de défenseur du milieu des années 1970 à la fin des années 1980.
Formé au Besançon RC, il évolue ensuite pendant six ans sous les couleurs de l'AS Monaco avec qui il est champion de France de Division 1 en 1982 et remporte la Coupe de France en 1985. Il termine sa carrière professionnelle au RC Strasbourg.
Il compte cinq sélections en équipe d'Algérie et participe avec cette équipe à la Coupe du monde en 1986.

## Biographie
Abdallah Medjadi-Liégeon naît à Oran le 10 décembre 1957. Après le divorce de ses parents, sa mère se remarie avec un Français, Maurice Liégeon, qui devient son tuteur et il déménage en France avec son frère, il ne découvre le nom de son père, Medjadi, qu'à l'âge de seize ans et dès lors il porte les deux noms. Il commence le football au RC Lons-le-Saunier, puis après un stage non concluant à l'AS Saint-Étienne signe à Besançon RC, club de Division 2 en 1975. Il dispute six rencontres pour sa première saison au club. Le club joue les premiers rôles du championnat mais rate de peu la montée en 1979, en finissant cinquième du groupe A, puis en 1980, en terminant quatrième du groupe A.
Abdallah Liégeon est recruté en 1981 par l'AS Monaco où l'entraîneur, Gérard Banide, apprécie ses qualités de contre-attaquant et en fait son titulaire sur l'axe droit de la défense. En fin de saison, le club remporte le championnat avec un point d'avance sur l'AS Saint-Étienne, la défense monégasque n'encaisse que vingt-neuf buts. La même année, il dispute, en avril, son premier match sous les couleurs de l'équipe d'Algérie. Il reprend en équipe nationale le patronyme de son père, Medjadi. Dans un match disputé à Alger face à l'Irlande, les Algériens s'imposent sur le score de deux buts à zéro. Sélectionné pour la Coupe du monde 1982, il dispute deux rencontres de préparation en mai face au SC Bastia et à l'Olympique lyonnais puis, est exclu du groupe, par l'entraîneur Mahieddine Khalef, à la suite d'une sortie en boite de nuit.
La saison suivante, Abdallah Liégeon et ses coéquipiers terminent sixième du championnat. À l'intersaison, il se marie et lors de son retour de voyage de noces, il est blessé à la jambe à la suite d'un accident de la route. Il perd sa place de titulaire au profil de Claude Puel et ne dispute que quatre rencontres de championnat en 1983-1984, saison où le club termine vice-champion de France et atteint la finale de la Coupe de France. En 1984-1985, il dispute vingt-quatre rencontres de championnat et remporte en fin de saison la Coupe de France face au Paris Saint-Germain. Les Monégasques s'imposent sur le score d'un but à zéro grâce à un but de Bernard Genghini. En début de saison suivante, les Monégasques remportent le Trophée des champions face aux Girondins de Bordeaux. Neuvième du championnat avec ses coéquipiers, Abdallah Liégeon retrouve l'équipe d'Algérie en juillet 1985 lors d'un match de qualification pour la Coupe du monde 1986 face à la Zambie remporté deux buts à zéro. Sélectionné pour la phase finale de la Coupe du monde, il joue contre l'Irlande du Nord et le Brésil. Une erreur de sa part et une incompréhension avec Nacer Drid permet à Careca de marquer.
Avec le recrutement de Luc Sonor par l'AS Monaco, lors de la saison 1986-1987, son temps de jeu s'amenuise et, la saison suivante, il signe au Racing Club de Strasbourg, club de Division 2. Le club termine premier du groupe B avec la meilleure  meilleure défense puis s'impose dans la match des champions de groupe face au FC Sochaux sur le score de trois buts à un sur les deux rencontres. Peu utilisé l'année suivante, il arrête sa carrière à la fin de la saison 1988-1989 à l'âge de 32 ans.
Quelques années plus tard, il est victime d'une attaque cérébrale ce qui l'empêche de s'exprimer normalement, il lui faut deux ans et demi de rééducation avant de retrouver une bonne diction. Vivant à Lons-le-Saunier, il possède un commerce à Menton.
En 2010, il revient dans le milieu du football comme entraîneur du CS Passenans, club de district du Jura. Il devient, en août 2014, entraineur d'un autre club jurassien, le FC Macornay qui évolue en deuxième division de district.

## Palmarès

### En club
- Champion de France en 1982 avec l'AS Monaco
- Vainqueur de la Coupe de France en 1985  avec l'AS Monaco
- Vainqueur du Trophée des champions en 1985 avec l'AS Monaco
- Champion de France de Division 2 en 1988 avec le RC Strasbourg
- Vice-champion de France en 1984 avec l'AS Monaco

### EnÉquipe d'Algérie
- 5 sélections entre 1982 et 1986
- Participation à la Coupe du Monde en 1986 (Premier Tour)

## Statistiques
Le tableau ci-dessous résume les statistiques en match officiel d'Abdallah Liégeon durant sa carrière de joueur professionnel,,,.
| Saison                | Club                  | Championnat           | Championnat | Championnat | Coupe(s) nationale(s) | Coupe(s) nationale(s) | Compétition(s) continentale(s) | Compétition(s) continentale(s) | Compétition(s) continentale(s) | Autres compétitions | Autres compétitions | Algérie | Algérie | Total | Total |
| Saison                | Club                  | Division              | M.          | B.          | M.                    | B.                    | Comp.                          | M.                             | B.                             | M.                  | B.                  | M.      | B.      | M.    | B.    |
| 1975-1976             | RC Besançon           | Division 2            | 6           | 0           | -                     | -                     | -                              | -                              | -                              | -                   | -                   | -       | -       | 6     | 0     |
| 1976-1977             | RC Besançon           | Division 2            | 30          | 1           | 3                     | 0                     | -                              | -                              | -                              | -                   | -                   | -       | -       | 33    | 1     |
| 1977-1978             | RC Besançon           | Division 2            | -           | -           | -                     | -                     | -                              | -                              | -                              | -                   | -                   | -       | -       | 0     | 0     |
| 1978-1979             | RC Besançon           | Division 2            | 26          | 3           | 4                     | 0                     | -                              | -                              | -                              | -                   | -                   | -       | -       | 30    | 3     |
| 1979-1980             | RC Besançon           | Division 2            | 25          | 4           | 6                     | 0                     | -                              | -                              | -                              | -                   | -                   | -       | -       | 31    | 4     |
| 1980-1981             | RC Besançon           | Division 2            | 31          | 2           | 3                     | 0                     | -                              | -                              | -                              | -                   | -                   | -       | -       | 34    | 2     |
| 1981-1982             | AS Monaco             | Division 1            | 27          | 0           | 3                     | 0                     | C3                             | 2                              | 0                              | -                   | -                   | 1       | 0       | 33    | 0     |
| 1982-1983             | AS Monaco             | Division 1            | 25          | 1           | 3                     | 0                     | C1                             | 2                              | 0                              | -                   | -                   | -       | -       | 30    | 1     |
| 1983-1984             | AS Monaco             | Division 1            | 4           | 0           | 2                     | 0                     | -                              | -                              | -                              | -                   | -                   | -       | -       | 6     | 0     |
| 1984-1985             | AS Monaco             | Division 1            | 24          | 3           | 7                     | 0                     | -                              | -                              | -                              | -                   | -                   | -       | -       | 31    | 3     |
| 1985-1986             | AS Monaco             | Division 1            | 26          | 0           | -                     | -                     | C2                             | 2                              | 0                              | 1                   | 0                   | 4       | 0       | 33    | 0     |
| 1986-1987             | AS Monaco             | Division 1            | 8           | 0           | -                     | -                     | -                              | -                              | -                              | -                   | -                   | -       | -       | 8     | 0     |
| 1987-1988             | RC Strasbourg         | Division 2            | 23          | 1           | 3                     | 1                     | -                              | -                              | -                              | 2                   | 0                   | -       | -       | 28    | 2     |
| 1988-1989             | RC Strasbourg         | Division 1            | 13          | 1           | -                     | -                     | -                              | -                              | -                              | 2                   | 0                   | -       | -       | 15    | 1     |
| Total sur la carrière | Total sur la carrière | Total sur la carrière | 268         | 16          | 34                    | 1                     | -                              | 6                              | 0                              | 5                   | 0                   | 5       | 0       | 318   | 17    |